# Керр, Джудит
Анна Джудит Гертруда Хелена Керр (англ. Anna Judith Gertrud Helene Kerr; 14 июня 1923, Берлин — 22 мая 2019,
Лондон, Великобритания) — британская писательница, художница и иллюстратор.

## Биография
Родилась в семье влиятельного немецкого театрального критика и эссеиста еврейского происхождения Альфреда Керра. Книги её отца оказались среди сожженных нацистами в мае 1933 года после прихода к власти. Керр публично выступил против нацистской партии и в том же 1933 году отправился в изгнание со своей семьей. После посещения Праги, Вены, Швейцарии и Франции, в 1936 году получил разрешение на въезд в Англию, и семья обосновалась в Лондоне, где испытывала нужду. Годы гонений описаны, с точки зрения ребёнка, дочерью Керра Джудит в книгах When Hitler Stole Pink Rabbit («Как Гитлер украл розового кролика», 1971) и Bombs on Aunt Dainty (первая публикация — под названием The Other Way Round).
Во время Второй мировой войны Джудит Керр помогала раненым солдатам, впоследствии получила стипендию на обучение в Центральной школе искусств и ремёсел и стала художницей. После окончания учёбы некоторое время работала преподавателем рисования. Впоследствии познакомилась со сценаристом BBC Найджелом Нилом. Позже работала телевизионной сценаристкой на Би-би-си.
Джудит мечтала стать писателем с детства, но писать и иллюстрировать книги начала только тогда, когда её собственные дети научились читать.
Автор трехтомной автобиографии и известной книги для детей «Тигр, который пришёл выпить чаю», которая выдержала впоследствии множество переизданий. Она быстро стала одной из любимых детских книг в Великобритании, а также была переведена на несколько иностранных языков.
Ей также принадлежит серия историй про кошку Mog (в русском переводе — Мяули). С 1970 по 2015 год в серии вышло 18 книг. Главный герой, что не характерно для детской серии, умирает в последней книге — «Прощай, Мяули» (Goodbye, Mog). В 2004 году кошка Mog стала персонажем анимационного сериала «Рассеянная Мяули» (Mog the Forgetful Cat), созданного по мотивам книг писательницы.
В 2015 году Мяули стала героем новогодней рекламы супермаркета Sainsbury’s.
Одна из последних книг Керр — «Мой Генри» (My Henry), вышедшая в 2011 году, посвящена её мужу.
Её сын от брака с Найджелом Нилом — писатель Мэтью Нил, автор сценария телевизионных фильмов о вымышленном английском учёном Бернарде Куотермессе.

## Избранная библиография
- 1968 — The Tiger Who Came to Tea / «Тигр, который пришёл выпить чаю»
- 1971 — When Hitler Stole Pink Rabbit
- 1973 — When Willy Went to the Wedding
- 1975 — The Other Way Round
- 1987 — A Small Person Far Away
- 1996 — How Mrs Monkey Missed the Ark
- 1998 — Birdie Halleluyah!
- 2001 — The Other Goose
- 2005 — Goose in a Hole
- 2008 — Twinkles, Arthur and Puss
- 2009 — One Night in the Zoo
- 2011 — My Henry
- 2012 — The Great Granny Gang
- 2013 — Judith Kerr’s Creatures
- 2014 — The Crocodile Under the Bed
- 2015 — Mr Cleghorn’s Seal

## Награды
- В 2012 году была награждена Орденом Британской империи за достижения в области детской и подростковой литературы и изучения Холокоста
- В 1974 году награждена Немецкой молодёжной литературной премией за книгу «Розовый кролик, которого украл Гитлер».